# Johann von Hochkirchen
Johann von Hochkirchen (* 1482 in Aachen; † Juni 1554) war ein deutscher  Schöffe und Bürgermeister der Reichsstadt Aachen.

## Leben und Wirken
Johann von Hochkirchen war der Sohn von Edmund von Hochkirchen und der Marie von Roide und wuchs im Aachener Vorort Berger Quartier auf. Dort war die Familie seit dem 14. Jahrhundert beginnend mit Johann I. von Hochkirchen auf dem Gut Berger-Hochkirchen ansässig und sie trägt deshalb in der Vierung des Familienwappens eine Darstellung der Pfarrkirche St. Laurentius. Johann von Hochkirchen wurde um 1506 in den Schöffenstuhl aufgenommen und bereits im Jahr 1509 zum Schöffenbürgermeister der Stadt Aachen gewählt. Anschließend gehörte er in den Jahren 1516 und 1517 dem Großen Rat der Stadt Aachen an, der unter anderem für das Allgemeinwesen zuständig war und über Leben und Tod richtete. Da von Hochkirchen  bereits seit 1515 auch außerhalb Aachens einen Wohnsitz im Ort Randerath besaß, wurde er dort in das Amt des Jülicher Drosts zu Randerath berufen.
Johann von Hochkirchen war in erster Ehe mit Catharina von Imstenrath († vor 1512) und nach deren Tod in zweiter Ehe mit Elisabeth, geborene von Hochsteden und verwitwete von Adelepsen verheiratet. Mit seiner ersten Ehefrau bekam er zwei und mit seiner zweiten Frau drei Kinder. Er war Lehnsherr auf der Schurzelter Mühle und besaß sowohl im Berger Quartier als auch auf dem Jülicher Land mehrere Güter. Von Hochkirchen starb im Juni 1554 und die Schurzelter Mühle übernahm Werner von Hochkirchen, sein Sohn aus der zweiten Ehe, anlässlich seiner Heirat am 3. April 1549.